# Francisco Méndez Aspe
Francisco Méndez Aspe, né en 1892 à Madrid et mort en 1958, est un homme politique et économiste espagnol, membre d'Izquierda Republicana. Ministre des Finances et de l'Économie pendant le deuxième gouvernement de Juan Negrín, il est le responsable de la gestion des fonds du Service d'évacuation des réfugiés espagnols, obtenus par l’opération de transfert de l'or de Moscou à l'Union soviétique, tâches qu'il exécutait avec une opacité et un manque notoire de contrôle selon l'historiographie en la matière.